# ケリー・ウォルシュ・ジェニングス
ケリー・リー・ウォルシュ・ジェニングス（Kerri Lee Walsh Jennings, 女性、1978年8月15日 - ）は、アメリカ合衆国の元バレーボール選手、現ビーチバレー選手。カリフォルニア州出身。
ウォルシュ・ジェニングスが姓である。旧姓はウォルシュ（Kerri Lee Walsh）。
「Six-feet of Sunshine」という愛称で親しまれる。

## 来歴
高校時代はサンノゼのArchbishop Mitty High Schoolで学校代表として活躍。スタンフォード大学時代は1996年と1997年に国内タイトルを獲得した。
2000年シドニーオリンピックはバレーボールで出場し4位に入賞。その後、ビーチバレーに転向し、ミスティ・メイトレーナー（アテネ五輪の時点ではミスティ・メイ）とのペアで出場したアテネオリンピック（2004年）および北京オリンピック（2008年）において、2大会連続で1セットも落とすことなく金メダルを獲得した。（以上、ケリー・ウォルシュとして出場。）
2006年、アメリカ国籍の女子ビーチバレー選手としては史上4人目となる、獲得賞金総額100万ドルを達成した。
北京五輪後、男子ビーチバレー選手のケーシー・ジェニングス（en:Casey Jennings）と結婚し、2009年と2010年にそれぞれ男児を出産した。
2011年、ミスティとのペアが復活。
2012年、ロンドンオリンピック（ケリー・ウォルシュ・ジェニングスとして出場）において、わずか1セットを落としたのみで、オリンピック三連覇となる金メダルを獲得した。これが通算、109回目の公式戦優勝（ミスティに次ぐ歴代2位）。
ミスティはロンドン五輪限りで公式戦からの引退を表明しているが、その代わりとなる新パートナーについて尋ねられた際、「候補がいないと言ったら嘘になりますが、今日のところはこの勝利を満喫させて下さい」と、具体的な名前は出さなかった。
2022年にバレーボール殿堂入り。

## 出演
- 『CSI:マイアミ』の第4シーズン第15話「Skeletons」（アメリカでの初回放送は2006年2月6日）に自分役でゲスト出演した[8]。
- P&Gがスポンサーになっており[4]、ロンドンオリンピック開催中の企業イメージCMにも出演している[9][10]。

## 外部リンク

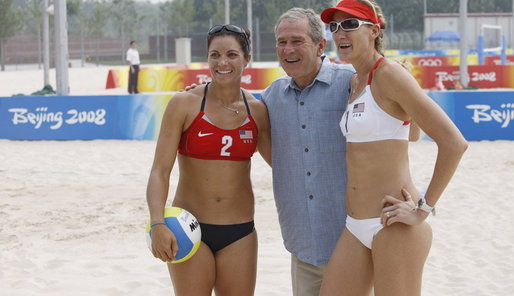
ジョージ・W・ブッシュ（中央）とウォルシュ（右）、ミスティ・メイトレーナー（左）